# Regi Witherspoon
Reginald Edwin "Regi" Witherspoon (ur. 31 maja 1985 w Pasadenie w Kalifornii) – amerykański lekkoatleta, sprinter.
W 2008 reprezentował USA podczas igrzysk olimpijskich w Pekinie. Wystąpił w eliminacjach sztafety 4 x 400 metrów osiągając na swojej zmianie czas 44,63 s. W finale amerykańska sztafeta, już bez Witherspoona zajęła pierwsze miejsce, ale jemu również przypadł złoty medal tych igrzysk.

## Rekordy życiowe
- bieg na 200 m – 20,32 (2007)
- bieg na 400 m – 44,99 (2008)
- bieg na 200 m (hala) – 20,68 (2007)
- bieg na 300 m (hala) – 33,31 (2003)
- bieg na 400 m (hala) – 46,11 (2003)